# James van Lidth de Jeude

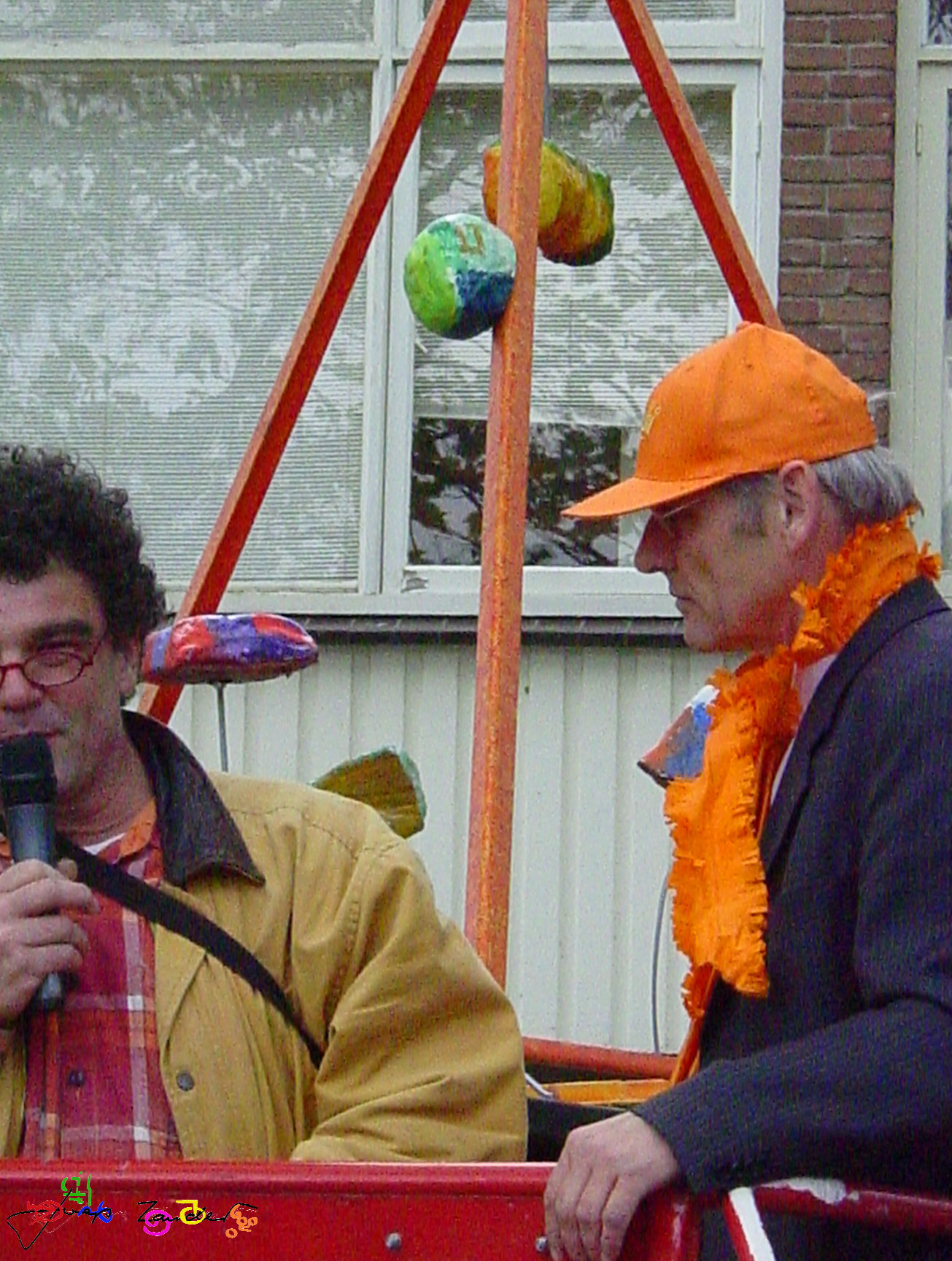
Van Lidth de Jeude (rechts) was als burgemeester veel aanwezig bij bewonersactiviteiten zoals hier in het Oranjekwartier in Deventer

James van Lidth de Jeude (Zeist, 9 april 1945) is een Nederlandse oud-burgemeester. Van Lidth de Jeude is lid van de Partij van de Arbeid.

## Familie
Jhr. drs. James van Lidth is een lid van de deels adellijke familie Van Lidth de Jeude en een zoon van huisarts jhr. dr. Albert Hendrik van Lidth de Jeude (1914-1970) en Frederika Johanna Maria Dubois (1913-2002). Hij is een broer van huisarts en hockeyer jhr. dr. Flip van Lidth de Jeude. Hij trouwde in 1969 en heeft twee kinderen. Uit een tweede huwelijk werden geen kinderen geboren

## Loopbaan
Hij volgde een opleiding wis- en natuurkunde aan de Universiteit Utrecht en behaalde zijn doctoraalexamen in de specialisatierichting experimentele natuurkunde.
Van 1970 tot 1982 was hij leraar wis- en natuurkunde aan het Comenius College in Hilversum. In 1982 koos Van Lidth de Jeude voor de politiek en werd namens de Partij van de Arbeid (PvdA) wethouder in Utrecht. Hij beheerde onder meer de portefeuilles financiën, personeelszaken, onderwijs, democratisering, automatisering en internationale solidariteit. Vanaf 1994 was hij tot zijn pensionering op 1 juli 2007 burgemeester van de gemeente Deventer. Daarna was hij onder meer nog van 1 september tot 14 december 2009 waarnemend burgemeester van Almelo.
Van Lidth de Jeude zette zich naast zijn bestuurlijk werk onder andere in voor projecten op het gebied van ontwikkelingssamenwerking.